# Парк культуры и отдыха (фильм)
«Парк культу́ры и о́тдыха», также «Страна́ приключе́ний» (англ. Adventureland) — комедийная мелодрама 2009 года режиссёра и сценариста Грега Моттолы.

## Сюжет
События происходят летом 1987 года. Главного героя Джеймса Бреннана (Джесси Айзенберг) недавно бросила девушка, он окончил колледж и планирует учиться в Колумбийском университете в Нью-Йорке на журналиста, а перед началом учёбы попутешествовать по Европе с другом детства. Но его планы рушатся, когда родители сообщают ему, что не смогут позволить себе путешествие Джеймса в Европу. Под угрозой оказывается и его учёба в университете. У него есть только один выход — забыть про Европу и найти работу на лето. Это оказывается не так просто, Джеймсу везде отказывают. Но вдруг удача: его берут на работу в парк развлечений под названием «Страна приключений».
На следующий день он замечает симпатичную девушку, которая работает в этом же парке. Она помогает новичку в сложной для него ситуации — так происходит знакомство Джеймса с Эмили «Эм» (Кристен Стюарт). Главному герою, безусловно, нравится эта девушка. Но у Эм, помимо проблем в семье, есть тайный любовник Коннелл (Райан Рейнольдс), который старше её, к тому же женат. Эмили сильно запуталась. Конечно, Коннелл ей не безразличен, но встречаться с ним можно только тайно, вдали от людских глаз. С Джеймсом намного проще, Эмили понимает, что это именно те отношения, которые ей нужны.
Спустя некоторое время Джеймса приглашает на свидание другая работница парка развлечений — Лиза Пи (Маргарита Левиева), о которой мечтает каждый, кто там работает. Он соглашается, но после свидания чувствует свою вину перед Эмили и рассказывает ей об этом свидании.
Эмили старается не подавать виду, но на самом деле это глубоко её ранило. Она в который раз чувствует себя обманутой и идёт на встречу с Коннеллом. Но это не романтическое свидание, просто ей плохо и нужно выговориться; более того, она приняла решение порвать с Коннеллом. Джеймс случайно узнаёт о связи Эмили и Коннелла, приезжает туда, где Эмили и Коннелл обычно встречались. В этот момент из дома Коннелла выходит Эмили. Она удивлена, увидев Джеймса. Тот обвиняет её в предательстве и разрывает с ней отношения.
О связи Эмили и Коннелла становится известно в парке развлечений, причём по вине Джеймса. У Эмили нет другого выхода — она увольняется и уезжает из города.
Лето подходит к концу. Джеймсу так и не удалось забыть Эмили. У него в планах поступление в университет, но всё снова летит под откос — напившись, Джеймс за рулём отцовской машины врезается в дерево. В довершение всего, его друг, с которым Джеймс планировал вместе снимать квартиру в Нью-Йорке, заявляет, что поступает в Гарвардский университет в Бостоне. Тем не менее, Джеймс приезжает в Нью-Йорк и первым делом едет к Эмили. Джеймс чувствует себя виноватым в том, что о её связи с Коннеллом узнали все. Но Эмили говорит, что ей от этого стало легче и она, отчасти, благодарна Джеймсу за то, что он помог поставить точку в отношениях с Коннеллом. Эмили приглашает Джеймса к себе, так как на улице идёт проливной дождь, а ему пока некуда идти. Он снимает мокрую одежду, Эмили предлагает ему надеть футболку парка развлечений, но Джеймс наотрез отказывается. Пара начинает целоваться и снимать одежду.

## В ролях
- Джесси Айзенберг — Джеймс Бреннан
- Кристен Стюарт — Эмили Эм Левин
- Райан Рейнольдс — Майк Коннелл
- Маргарита Левиева — Лиза Пи
- Мартин Старр — Джоэл
- Мэтт Буш — Томми Фриго
- Билл Хейдер — Бобби
- Кристен Уиг — Полетт
- Уэнди Мэлик — миссис Бреннан